# JKからやり直すシルバープラン
『JKからやり直すシルバープラン』（ジェーケーからやりなおすシルバープラン）は、原作：林達永、作画：李惠成による日本の漫画作品。『コミックヴァルキリー』（キルタイムコミュニケーション）にてVol.77（2019年10月10日配信）からVol.133（2024年7月8日配信）に連載。2024年2月時点でコミックスの発行部数は累計95万部を突破している。
2021年2月にはボイス付きコミック動画とPVがYouTubeにて公開された。
『コミックヴァルキリー』Vol.100（2021年9月15日配信）からVol.104（2022年1月21日配信）まで、主人公がタイムリープする前の世界を舞台にした外伝漫画『JKからやり直すシルバープラン 悪役令嬢編』も連載。
2021年11月よりテレビ東京でテレビドラマ化。

## あらすじ
祖父は与党の大物政治家、父は不動産のオーナー社長という名家・二ノ宮家に生まれた主人公・二ノ宮小百合。富と権力をほしいままにしてきた彼女だったが、祖父の政治スキャンダル発覚に加え、時を同じくして起きたバブル崩壊により、事業が破綻した父は自殺。母も心労で病死し、全てを失う事になる。
二十数年後、若さも美貌も失った小百合は孤独なホームレスとしてその日暮らしを送っていたが、公園でホームレス狩りの不良少年たちに暴行され、致命傷を負ってしまう。薄れ行く意識の中で、愚かだった過去への悔恨と幸せだった家族との時間を思い出し、人生のやり直しを願った彼女は、意識を取り戻した時、まだ女子高生だった二十九年前の自分に時を越えて転生していた。
自分と家族の悲惨な未来を変えるため、そしてお金に頼らない本当の幸せを掴むため。友達作り、貯金、健康、その他諸々を頑張る「シルバープラン」にかける小百合の二度目の人生が始まった。

## 登場人物
声の項はボイス付きコミック動画の声優。

### 主人公
二ノ宮小百合（にのみや さゆり）
声 - 三石琴乃
主人公。悲惨な最期を迎えた人生の終わりから時間を逆行転生してきた女子高生。前の人生では富と権力にあかせた傲慢な性格をしていたが、没落後の悲惨な人生の影響ですっかり庶民的でお人好しな性格になっており、前世でのパート経験から料理やレジ打ちなどのスキルも備えている。人生経験相応の度胸も持っているが、死ぬ直前のトラウマから暴力的な雰囲気は苦手。
当初は没落後の貧乏生活から実家の浪費に辟易して節約生活を要求して没落に備えようとしていたが、祖父のスキャンダルが起点だと気づき、そのスキャンダルの回避を試みるため情報を探っている。
転生先が高校三年生だったため、二年生までの悪行はそのままで、人望や評判は最悪な状態で、本人も最低だった自分の振る舞いに打ちのめされる事が多いが、誠心誠意周囲の人々に接していく事で次第に友人が増えていく。
本人もそこそこ自覚しているが、容姿やスタイルは高校生離れして優れており、服装やメイクを整えれば十分成人女性として通じる貫録を持つ。反面勉強などは全くしていなかったため、成績は中学生レベルの内容も怪しく最底辺クラス。ただし、地頭が悪いわけではなく、目前の課題に劇的な解決策を閃く事もある。また、転生の影響か、未来視のようなビジョンを夢に見ることがある。
悪役令嬢編で没落から死に至るまでの人生が語られており、他人から心配されている事は理解できていたものの、自分には好意を受け取る資格がないという自責の念から、わざと暴言を吐いて他人を遠ざけようとしていた心理が描写されている。

### 小百合の友人たち
尾上慎二（おがみ しんじ）
声 - 緒方恵美
小百合のクラスメイト。たまたま席が近かったという理由で小百合の友達づくりの第一歩として選ばれてしまう。地味で小動物的な雰囲気の草食系男子だが、ハヤナのために体を張って不良に立ち向かったり、小百合のために弁護の論陣を張るなど、友人想いでいざという時の度胸を備えている。
小百合の悪評を知っており彼女を恐れていたが、次第に彼女の自分を変えたいという意思が本物である事を知り、心を開いていく。趣味は写真で常にカメラを持ち歩いている。このカメラは母親の形見であり、それを知った小百合は転生以前の世界でカメラを破壊していたことを思い出して後悔に苛まれた。
父親はハヤナの実家が経営している企業の社員で、その縁でハヤナとは幼馴染みの関係。ハヤナとは両想いらしく、彼女の父親からも暗に応援されている。

白石ハヤナ（しらいし ハヤナ）
声 - 久川綾
小百合のクラスメイトで、クラスの女子のリーダー格。父親は家電量販店の創業者社長で、彼女も小百合ほどではないがお嬢様であり、小百合をライバルと言える数少ない人物である。
ギャルっぽい見た目に反し成績は最優秀クラスだが、画家になりたいという夢を捨てて父親の言うとおりに優等生であろうとした結果であり、本人はその事に屈託と葛藤を抱えている。写真家を目指して家出したハヤテという兄がおり、自分が夢を捨てざるをえなくなった原因でもあるが、特に恨みはないようで今でも慕っている。

柏村真紀（かしむら まき）
小百合のクラスメイトで成績は学年主席、空手も有段で文武両道の才媛。勉強を教えてほしいという小百合に交換条件として実家の弁当屋でのバイトを命じた事から、小百合からは冗談半分で「社長」と呼ばれている。
病気で長期入院している母親と、その事に絶望して賭け事浸りになった父がおり、両親に代わって店を守らなければならない事から、強い人間になりたいという成長へのモチベーションを持っている。
小百合との交流の中、何度諫めても賭け事に浪費する父親に絶望するも、最終的に彼がギャンブルする自分と向き合って克服したことで和解する。また、この過程で金貸しであったヤクザとも多少の交流が生まれ、時には助けてもらっている。
悪役令嬢編で描写された前世では実家を継がず検事になっており、東京地検特捜部の若きエースと呼ばれている事が明かされている。

西園寺千桜（さいおんじ ちはる）
小百合の実家、二ノ宮家に匹敵する財力と名声を誇る西日本の財閥、西園寺家の娘。気品ある美貌と小百合も圧倒されるほどの存在感を備えた少女。
小百合とはパーティーの席で知り合い、祖父から彼女を懐柔せよとの指示を受けて接近してくる。前の人生での小百合とは違って目に見える傲慢さはないが、自分たちは庶民とは生きている世界が違い、一緒にいる事は互いにとって不幸であるという選民思想的な持論を持つ。その持論から、小百合を友人たちから引き離し、自分の手でその格に相応しい人物に育て上げる事を画策する。
小百合の前の人生では全く接点のなかった人物で、西園寺家自体が小百合の記憶にない存在であるなど、謎が多い。

西彰吾（にし しょうご）
小百合とは別の高校の一年生で、いわゆる不良少年。偶然出会った小百合に一目惚れして彼女に付きまとうようになる。
実は小百合の祖父、二ノ宮健一が幹事長を務める与党のNo.2である政治家、西定幸の妾腹の子。幼い頃に目の前で母親が強盗に殺害されており、父の家に引き取られたが、それ以来生き残ってしまった自分は本当は生きていてはいけない存在であるという自責の念に駆られている。喧嘩に明け暮れているのもそれが理由の破滅願望から。
自分を悪役にして他人を遠ざけようとする心根は小百合とも共通するものであるため、彼女からは弟のような感情を抱かれている。

### 学校関係者
原田衛（はらだ まもる）
小百合のクラスの担任教師。小百合の中身が変わっている事に気付くはずもなく、彼女の一挙手一投足を深読みしては振り回される苦労人。

弥奈すみれ（やな すみれ）
原田の以前に小百合の担任を受け持ったことがある英語教師。日英クォーターの美女で人望もあったが、転生前の小百合の言動に激昂して反射的に水をぶっかけた結果、心をへし折られた上に学園をクビになっていた。
転生後の小百合からの引き合いで復職するが、小百合への恨みは忘れておらず、復讐として小百合が恋する相手と勘違いした原田の略奪愛を画策する。ただし、自分も彼に好意を抱くようになっており、複雑な心境。

### その他
アルテシア＝ガイア＝ナガサス
同原作者の作品「ポンコツ女神の異世界創世」の主人公である超越的な力を持つ女神。コラボ企画で登場。
表舞台を去った後、同存在であるカオスとともに死者の審査を担当しており、地獄行き確定の人間も含め希望すれば異世界へと転生させる。すでに数億年経過している模様。ただし、面倒くさがって審査を適当に決めようとするなど不真面目。
カオスからは転生前の小百合と同一扱いを食らっているほどのポンコツ。
小百合の生前の振る舞いに憤慨して直接文句を言おうと出向いた結果、自分は地獄に行くべきと悟った小百合の言葉に感化され、女神の特権を乱用して彼女を異世界ではなく過去の世界へと転生させた。
この番外編はポンコツ女神の異世界創世3巻、本作2巻及び悪役令嬢編の巻末に掲載されている。

## 書誌情報
- 林達永（原作） / 李惠成（作画）『JKからやり直すシルバープラン』キルタイムコミュニケーション〈ヴァルキリーコミックス〉、全13巻
  1. 2020年2月19日発売[6]、ISBN 978-4-7992-1347-6
  2. 2020年7月31日発売[7]、ISBN 978-4-7992-1391-9
  3. 2020年11月27日発売[8]、ISBN 978-4-7992-1436-7
  4. 2021年4月28日発売[9]、ISBN 978-4-7992-1492-3
  5. 2021年9月8日発売[10]、ISBN 978-4-7992-1534-0
  6. 2021年12月8日発売[11]、ISBN 978-4-7992-1576-0
  7. 2022年5月7日発売[12]、ISBN 978-4-7992-1634-7
  8. 2022年9月8日発売[13]、ISBN 978-4-7992-1682-8
  9. 2023年1月7日発売[14]、ISBN 978-4-7992-1725-2
  10. 2023年5月8日発売[15]、ISBN 978-4-7992-1767-2
  11. 2023年9月8日発売[16]、ISBN 978-4-7992-1810-5
  12. 2024年2月8日発売[2]、ISBN 978-4-7992-1864-8
  13. 2024年9月6日発売[17]、ISBN 978-4-7992-1951-5
- 林達永 / 李惠成（キャラクター原案）『JKからやり直すシルバープラン 悪役令嬢編』キルタイムコミュニケーション〈ヴァルキリーコミックス〉、2022年5月7日発売[18]、ISBN 978-4-7992-1633-0

## テレビドラマ
2021年11月11日（10日深夜）から12月30日(29日深夜)までテレビ東京系列の「水ドラ25」枠で放送。鈴木ゆうかと小宮璃央のW主演。

### キャスト

#### 主要人物
二ノ宮小百合（にのみや さゆり）
演 - 鈴木ゆうか
時間を逆行転生してきた女子高生。原作との差異として、前世での死の直前にシルバープランに関する本を拾い、それを読んだことがシルバープランを考えるきっかけとなっている。8話では一時的に未来に戻るが、そこでシルバープランについて調べた知識を生かし、様々な支援制度を活用してホームレスからの脱却に成功している。
尾上慎二（おがみ しんじ）
演 - 小宮璃央
小百合のクラスメイト。原作との差異として、要介護の祖父がいる、いわゆるヤングケアラーとなっており、介護のために疲弊している。

#### 学校関係者
白石ハヤナ（しらいし ハヤナ）
演 - 紺野彩夏
小百合のクラスメイト。校内一の女帝。
柏村真紀（かしむら まき）
演 - 祷キララ（幼少期：志水心音）
小百合のクラスメイト。校内一の才女。
原田衛（はらだ まもる）
演 - 山崎樹範
クラスの担任。原作との差異として、小百合が改心している事を知り、彼女の良き理解者、助言者となっている。
黒田久美子
演 - 石川翔鈴
ハヤナと行動を共にする女子生徒。
由加詩織
演 - 守谷菜々江
ハヤナと行動を共にする女子生徒。

#### その他
二ノ宮俊一郎
演 - 川﨑麻世
小百合の父。
柏村弘
演 - 松浦祐也
真紀の父。
岡村
演 - 阿部亮平
どこか人情深いヤクザ。

### スタッフ
- 原作 - 林達永（原作）、李惠成（作画）、『JKからやり直すシルバープラン』（キルタイムコミュニケーション刊）
- 監督 - 太田勇（テレビ東京）、吉野主
- 脚本 - 中村允俊、奥村徹也
- 音楽 - 稲岡宏哉
- シルバープラン監修 - 村田憲昭
- 協力 - 麻生専門学校グループ
- プロデューサー - 太田勇（テレビ東京）、村田充範（テレビ東京）、山口仁志（松竹撮影所）、加藤賢治（松竹撮影所）
- 制作 - テレビ東京、松竹撮影所
- 製作著作 - 「JKからやり直すシルバープラン」製作委員会

### 放送日程
| 話数   | 放送日   | 脚本     | 監督   |
| ------ | -------- | -------- | ------ |
| 第1話  | 11月11日 | 中村允俊 | 太田勇 |
| 第2話  | 11月18日 | 奥村徹也 | 吉野主 |
| 第3話  | 11月25日 | 中村允俊 | 吉野主 |
| 第4話  | 12月02日 | 奥村徹也 | 吉野主 |
| 第5話  | 12月09日 | 中村允俊 | 吉野主 |
| 第6話  | 12月16日 | 奥村徹也 | 吉野主 |
| 第7話  | 12月23日 | 中村允俊 | 吉野主 |
| 最終話 | 12月30日 | 奥村徹也 | 太田勇 |

### 放送局
| 放送期間                  | 放送日時                     | 放送局       | 対象地域   | 備考   |
| ------------------------- | ---------------------------- | ------------ | ---------- | ------ |
| 2021年11月11日 - 12月30日 | 木曜 1:00 - 1:30（水曜深夜） | テレビ東京   | 関東広域圏 | 製作局 |
| 2021年11月11日 - 12月30日 | 木曜 1:00 - 1:30（水曜深夜） | テレビ北海道 | 北海道     |        |
| 2021年11月11日 - 12月30日 | 木曜 1:00 - 1:30（水曜深夜） | テレビ愛知   | 愛知県     |        |
| 2021年11月11日 - 12月30日 | 木曜 1:00 - 1:30（水曜深夜） | テレビ大阪   | 大阪府     |        |
| 2021年11月11日 - 12月30日 | 木曜 1:00 - 1:30（水曜深夜） | TVQ九州放送  | 福岡県     |        |

| テレビ東京系列 水ドラ25                  | テレビ東京系列 水ドラ25                                   | テレビ東京系列 水ドラ25                                                                               |
| 前番組                                   | 番組名                                                    | 次番組                                                                                                |
| ---------------------------------------- | --------------------------------------------------------- | --- |
| 東京放置食堂 （2021年9月16日 - 11月4日） | JKからやり直すシルバープラン （2021年11月11日 -12月30日） | 僕を主人公にした漫画を描いてください! それをさらにドラマ化もしちゃいます!! （2022年1月6日 - 1月27日） |